# ذئاب الجبل (مسلسل)
مسلسل ذئاب الجبل هو مسلسل مصري أنتج عام 1992 وقد حقق نجاحا مذهلا وجذب أنظار كل الشعب المصري وكان بداية للثنائي محمد صفاء عامر والمخرج مجدي أبو عميرة.

## نبذة عن العمل
يحكي المسلسل عن الصعيد المصري وتقاليده وعاداته والعصبية الشديدة التي تحوي هذا المجتمع وهذا في إطار قصة بلدة تسمى بهتون الجبل التي تحوي عائلة هوارة التي تحتوي العديد من العادات العصبية والتي قام فيها الشيخ بدار التي كسر لعادات وزوج ابنته الي رجل غريب عن العائلة.
وسط رفض اخيها البدري ، ليتواكب ذلك مع وجود الشر المتمثل في علوان أبو البكري الذي يقدم دوره علوان أبو البكري الذي يتزوج من خادمه تعمل في بيت الشيخ بدار تدعى مهجه وبزواجه منها تحمل منه وتحاول إعلان زواجهما إلا أنه يرفض حتى لا تسوء سمعته في البلد بالإضافة لمحاولته إعلاء شأنه في البلد ولا يصح إعلان أنه تزوج خادمه أمام زوجته وأهله فيقرر قتلها ويكون يوم قتلها هو يوم سفر ابنه الشيخ بدار ورده للزواج وكان مسافرا معها والدها وابن عمها ياسين الذي يرى علوان وهو يجر مهجه معه ويطعنها بالسكين في بطنها ويرى ذلك ياسين ثم يكمل سفره مع ورده التي تقابل زوجها حاتم ويتجهوا لإنجلترا ويقتل علوان ياسين لكي لا يبلغ عنه ثم يتهم بدري في قتل أخت وردة
ولكنه يهرب من السجن ويسكن قليلا مع المطاريد ثم يسافر إلى الإسكندرية بشخصية جديدة تحت اسم فاروق القناوي بمساعدة حسني أبو دبيكي والذي ساعده أيضا للعمل لدي الحاج حسين المصري والذي يعجب به ويزوجه نورا ابنته وتمر الأعوام ليتقابل بدري بعد أن أصبح رئيس لشركة مقاولات كبري مع المهندس حاتم زوج وردة ويتقابل بدري مع وردة في آخر مشهد من المسلسل في الحلقة الأخيرة.

## بطولة
| - عبد الله غيث: بدور علوان أبو البكري - سماح أنور: بدور وردة - أحمد عبد العزيز: بدور بدري أبو بدار - شريف منير: بدور حاتم - وائل نور: م. صلاح صديق م. حاتم - عبد الله محمود: بدور الضابط عصام - وفاء مكي: بدور مهجة | - حمدى غيث: بدور الشيخ بدار البدري كبير قرية هوارة - زوزو نبيل: بدور الخالة لبيبة - إنعام سالوسة: بدور نعمة زوجة علوان - فاروق نجيب: الصول مساعد المفتش عصام - ميرنا وليد: بدور نورا المصري زوجة بدري - محمد الدفراوي: بدور الحاج حسين المصري رئيس بدري - رجاء حسين: والدة نورا | - محمد أحمد المصري: تاجر إسكندري - فتوح أحمد: بدور العربي أخو نعمة - دينار: بدور بثينة زوجة م. صلاح - صلاح عبد الله: بدور حسنى أبو دبيكي - بسام رجب: الطبيب صديق حاتم بانجلترا - عمر ناجي: بدور دبيكي - أحمد ماهر: بدور دبور | - أحمد سلامة: بدور ياسين البدري - عبد الغني ناصر: أبو حاتم - ليلى نصر : والدة حاتم - محمود البزاوي بدور الشاذلى ابو دحروج - وفاء عامر: الراقصة رئيسة - عزت المشد: مدير أمن الأسكندرية - امين عنتر: وزير الإسكان |

اشترك في التمثيل: - عصام الشويخ - عطية عويس - فكري صادق - صلاح الحسيني - عاطف طنطاوي - أيمن عبد الرحمن - حمدي شرف الدين - أحمد أبو عبية - محمد عتريس - نبيل الغول - أبو السعود عطية - نوال البطوطي - عبد العزيز عيسى - انسي المصري - عمر أبو بكر - عبد الحي صالح - محمد سلام - عمران علي بحر - عبد الله حفني - مجدي عبد الحليم - مصطفى كمال - محمد لطفي -أنور حسونة - توفيق الكردي - عطية داود - أحمد كمالي - راضي غانم - محمد عابدين - حمدي إسماعيل - فكري طه - عبد الله الصفتي - أحمد فوزي - سليمان داود - سيد عبد الفتاح - سمير حسن - متولي علوان - عصام السيسي -سيد مصطفى - سليمان حسين - أحمد سعيد - محمد سعيد - محمود الشوربجي

### الإداريون
| - أشعار وأغاني: عبد الرحمن الأبنودي - موسيقى وألحان: د. جمال سلامة - غناء: علي الحجار - أغنية هيلا هيلا (عبد الرحمن الأبنودي) - أغنية : الفرح (فاطمة عيد) - مراجع اللهجة: أشرف عبد الحميد - محمد قدري عثمان - مهندسة الديكور: أمينة حسن - تصميم الملابس: كريمة سعد - مدير الإضاءة : عزمي المطيعي - مدير التصوير الخارجي: لببب منصور - مدير التصوير : سمير الصبان - مصطفى عيد - تصوير: خيرى المحلاوي - سامي فكري - حجاب حسن - أيمن الخولي - لوحات: خديجة الشريف - خطوط أحمد شوقي - اعداد موسيقى ومكساج ومؤثرات: حسن صفافة - تصميم المقدمة والنهاية: محمد غريب - مونتاج إليكتروني: فايزة محمد مصطفى - ممدوح أبو الفتح - عادل محمد شبل - محمد فرج - تسجيل ومونتاج فيديو: مصطفى شرف زكريا نبوي - السيد أحمد سلامة - محمود إبراهيم - أيمن أحمد سلامة - مراقبة صوت: سامية المعطاوي - زكريا شنودة - محمد عبد المنعم - علي سليم - محمد عبد الرازق السيد - توزيع: قطاع الشئون المالية والإقتصادية بإتحاد الإذاعة والتلفزيون - مساعد الإخراج: شيرين عادل - أمير شاكر - مساعد مخرج أول: العجمي السيد - حسام النبوي - مدير الإنتاج: محمد عبد الله - المنتج الفني: شعبان إبراهيم - تم التسجيل والمونتاج: إستديو 2 وإدارة هندسية: م. عفاف عثمان - مهندسو الإستوديو: سناء عبد السلام شتا - صافيناز عامر - همسة العروسي - كمال المشد - نائل عبد الحميد شبل - مراقبة كاميرات : رمزي عبد المنعم - عنايات فوزي - مراقبة كمبيوتر: فضل الله شهيب - كامل عبد الملك - صيانة هندسية: ماجدة دسوقي - هدى عبده - إشراف فني: بشاي هارون - كمال نوار | - تم التصوير الخارجي: بوحدات الكاميرا المحمولة وإدارة هندسية: مهندس منير كفافي - مهندسو الوحدات: هشام عطا- هدير سالم - محمد سعيد - تسجيل فيديو: محمد موسى - مسعد إيراهيم - تم التصوير الخارجي بالوحدة السابعة إدارة هندسية مهندس محمد إبراهيم - مهنندوس الوحدة: محمد الحديدي- أسامة طنطاوى - إشراف فني وفيديو :عبد الجليل عبد الجواد - تم إعداد المقدمة والنهاية بإستديو 11 - جرافيك: أشرف مصطفى - أحمد الشوربحي - مجدي عبده - مونتاج: ياسر مراد - خدع: عاطف مدين - مدير إدارة استديو 2: عبد الله الشاذلي - جليلة عثمان - مهندس ديكور مساعد: وفاء عبد الفتاح - مشرف تنفيذ الديكور: عبد الرحمن الشريف - منفذ الديكور: محمود دبكة - خالد حمزة - تنفيذ الديكور: محمد عبد الرحيم - رجب حسن - سعيد عبد الحميد - إسماعيل عبد الفتاح - إبراهيم شحاتة - محمد بدوي - سعيد عبد المنعم - مصطفى هلال - حسين عيد - تشغيل الديكور: هاشم عبد العزيز - عبد الخالق عبد الغني - سعيد إمام - عبد الرازق قاسم - صالح محمود - زكريا زكا - مختار مبروك - عطية محمد - مناظر عماد المهدي - خالد الشيخ - إكسسوار : صابر مصطفى - زكى طه عبد الرحمن - رمضان حسن عطية - كهرباء : إسماعيل محمد الصغير - ماكيير :جمال عبد المنعم - كوافير: سمير الحمامي - م. كوافير :أمل قطب - خدع :فريد عبد الحي - فوتوغرافي : فتحي العشري - كلاكيت: صبحي طه - ريجيسير : مصطفى شميس - منفذ الإنتاج: محمود النقيطى - مساعدوا الإنتاج: إبراهيم أبو سنة - محمد أبو المجد - هشام عبد الحميد - إنتاج: قطاع الإنتاج بإتحاد الأذاعة والتلفزيون - قصة وسيناريو وحوار: محمد صفاء عامر - إخراج: مجدي أبو عميرة |